# Nicolò Cobolli Gigli
Nicolò Cobolli Gigli (Torino, 30 ottobre 1918 – Cielo d'Albania, 4 marzo 1941) è stato un ufficiale e aviatore italiano.
Pilota di caccia della Regia Aeronautica durante la seconda guerra mondiale, venne abbattuto nel marzo 1941 dalla caccia britannica e decorato con la medaglia d'oro al valore militare alla memoria.

## Biografia
Nicolò Cobolli Gigli nasce a Torino il 30 ottobre 1918. Arruolatosi nella Regia Aeronautica, all'inizio degli anni quaranta è aggregato alla 354ª Squadriglia, 21º Gruppo del 52º Stormo Caccia Terrestre.
Il 24 ottobre 1940, in vista delle operazioni sul fronte greco-albanese nell'ambito della campagna italiana di Grecia, la 354ª Squadriglia viene aggregata al 24º Gruppo che diviene autonomo. Il reparto è equipaggiato con i biplani Fiat C.R.42 Falco ed i monoplani Fiat G.50 Freccia.
Il 4 marzo 1941 il 24º Gruppo viene inviato a fornire copertura aerea da una flottiglia della Regia Marina impegnata, dall'inizio del mese, in una missione di bombardamento navale contro postazioni nemiche dislocate sulla costa dell'Albania e formata dal cacciatorpediniere Augusto Riboty, dalla torpediniera Andromeda e da tre barche d'assalto MAS.
Avvisata del pericolo venne dato l'allarme e l'ordine di decollo immediato alle unità della britannica Royal Air Force dislocate in zona. La forza d'attacco era costituita da 15 bombardieri leggeri Bristol Blenheim, nove provenienti dal No. 211 Squadron e cinque dal No. 84 Squadron RAF, scortati da dieci caccia monoplani Hawker Hurricane, quattro del No. 80 Squadron RAF e sei del No. 33 Squadron RAF, e diciassette caccia biplani Gloster Gladiator, questi ultimi quattordici dal No. 112 e tre dal No. 80 Squadron RAF. La formazione britannica intercettò la forza navale italiana 10 miglia a sud di Valona e quando i Blenheim iniziarono a bombardare le unità navali, peraltro senza successo, la caccia italiana iniziò il combattimento aereo.
Negli scontri che susseguirono il suo caccia C.R.42 viene colpito ed abbattuto, ed egli perde la vita nell'episodio.
La sua salma riposa presso il Sacrario dell'Aeronautica Militare presso il cimitero del Verano, Roma.